# Ракетный корпус
Ракетный корпус (рк), Отдельный ракетный корпус (орк) — формирование (оперативно-тактическое соединение, корпус) ракетных войск стратегического назначения (РВСН) в Вооружённых силах СССР, предназначенное для выполнения боевых задач в ядерной войне на одном или нескольких стратегических воздушно-космических направлениях.
Организационно корпус ракетных войск состоял из управления (штаб), ракетных дивизий (бригад), частей и подразделений специальных войск и тыла.

## Формирования
Первые отдельные ракетные корпуса (орк):
- 3-й отдельный гвардейский ракетный корпус (штаб во Владимире)
- 5-й отдельный ракетный корпус (штаб в Кирове),
- 7-й отдельный гвардейский ракетный корпус (штаб в Омске),
- 8-й отдельный ракетный корпус (штаб в Чите),
- 9-й отдельный ракетный корпус (штаб в Благовещенске, с мая 1961 года в Хабаровске)

были созданы в 1961 году на основе так называемых «Учебных артиллерийских полигонов».
- 24-й отдельныей ракетный корпус штаб в Джамбуле

В апреле 1970 года, с переходом РВСН с корпусной и армейской на армейскую организационно-штатную структуру, из отдельных ракетных корпусов были образованы четыре ракетные армии:
- 27-я ракетная армия (штаб во Владимире)
- 31-я ракетная армия (штаб в Оренбурге)
- 33-я гвардейская ракетная армия (штаб в Омске)
- 53-я ракетная армия штаб в Чите[2];

9-й и 24-й отдельные ракетные корпуса, управления которых находились в Хабаровске и Джамбуле при этом были расформированы.